# ツキステ。TV
『ツキステ。TV』は、2017年4月5日から同年5月10日まで、毎週水曜日23時からTOKYO MXにて全6回放送されていたトークバラエティ番組。シーズン2は、2018年11月21日から同年12月26日まで、毎週水曜日23時からTOKYO MXにて全6回放送されていた。
『ツキステ。TV』は、初演から『SCHOOL REVOLUION!』までの『ツキステ。』メインキャストが出演。各ユニットの年長・年中・年少に分かれ、各回のメインキャストついて掘り下げていた。シーズン2は、『TSUKISTA. Memorial Tour 2018』以降の『ツキステ。』メインキャストが出演していた。

## キャスト

### Six Gravity
- 睦月始 - 校條拳太朗
- 弥生春
  - ツキステ。TV - 仲田博喜
  - シーズン2 - 松田岳
- 卯月新
  - ツキステ。TV - 山崎大輝
  - ツキノクエスト - 竹中凌平
- 皐月葵 - 上仁樹
- 師走駆 - 輝山立
- 如月恋 - 横尾瑠尉

### Procellarum
- 霜月隼
  - ツキステ。TV - 友常勇気
  - シーズン2 - TAKA(CUBERS)
- 文月海 - 土井一海
- 葉月陽 - 鷲尾修斗
- 長月夜
  - ツキステ。TV - 谷佳樹
  - シーズン2 - 秋葉友佑
- 水無月涙 - 佐藤友咲
- 神無月郁
  - ツキステ。TV - 笹翼
  - シーズン2 - 三山凌輝

## 放送内容

### ツキステ。TV
- 前半 - 当番回の担当キャストについてグループ内でトーク。
- 後半 - 当番回の2人で語り合い、番組ラストではツキウサ。Tシャツのデザインを行う。

| 回 | 放送日  | 放送内容                 | 当番回              |
| -- | ------- | ------------------------ | ------------------- |
| 1  | 4月5日  | Six Gravity 年少組座談会 | 輝山立 横尾瑠尉     |
| 2  | 4月12日 | Six Gravity 年中組座談会 | 山崎大輝 上仁樹     |
| 3  | 4月19日 | Six Gravity 年長組座談会 | 校條拳太朗 仲田博喜 |
| 4  | 4月26日 | Procellarum 年少組座談会 | 佐藤友咲 笹翼       |
| 5  | 5月3日  | Procellarum 年中組座談会 | 鷲尾修斗 谷佳樹     |
| 6  | 5月10日 | Procellarum 年長組座談会 | 友常勇気 土井一海   |

### ツキステ。TVシーズン2
- 前半 - 当番回の担当キャストについてグループ内でトーク。
- 後半 - 当番回の2人で各地ロケ、体験や対決の他に視聴者プレゼントコーナーもある。

| 回 | 放送日   | 放送内容                 | 当番回                |
| -- | -------- | ------------------------ | --------------------- |
| 1  | 11月21日 | Six Gravity 年少組座談会 | 輝山立 横尾瑠尉       |
| 2  | 11月28日 | Six Gravity 年中組座談会 | 竹中凌平 上仁樹       |
| 3  | 12月5日  | Six Gravity 年長組座談会 | 校條拳太朗 松田岳     |
| 4  | 12月12日 | Procellarum 年少組座談会 | 佐藤友咲 三山凌輝     |
| 5  | 12月19日 | Procellarum 年中組座談会 | 鷲尾修斗 秋葉友佑     |
| 6  | 12月26日 | Procellarum 年長組座談会 | TAKA(CUBERS) 土井一海 |

## エンディング

### ツキステ。TV
『ツキウサ。体操』
- 作詞･作曲：月野尊
- 編曲：滝沢章
- 歌：マネズ
  - 月城奏(CV：山中真尋)
  - 黒月大(CV：間宮康弘)
- ダンス
  - Six Gravity(ツキステ。メンバー)
  - Procellarum(ツキステ。メンバー)
  - 黒田
  - 白田

### ツキステ。TVシーズン2
『Mr.Management～マネジメントって楽しい！～』

※『S.Q.STV』との共通主題歌
- 作詞・作曲
  - マチゲリータ
  - 橘亮祐
- 編曲：橘亮祐
- 歌
  - 月城奏(CV：山中真尋)
  - 黒月大(CV：間宮康弘)
  - 灰月文彦(CV：川原慶久)

## 特別編
2018年2月23日に発売を控えた『ツキノクエスト』通称『ツキクエ』の魅力を紹介する特別番組。2017年9月20日23時にTOKYO MXにて放送された。

特別編放送時点で4幕キャストの続投及び変更発表がされているため、番組には出演していないが、山崎大輝に代わり、ツキノクエストからは竹中凌平が出演している。
|   | 番組名                                             | SixGravity 出演者               | Procellarum 出演者                     | MC       |
| - | -------------------------------------------------- | ------------------------------- | -------------------------------------- | -------- |
| 1 | ツキステ。TV 特別編 ～ツキノクエストスペシャル回〜 | 仲田博喜 上仁樹 輝山立 横尾瑠尉 | 友常勇気 土井一海 鷲尾修斗 谷佳樹 笹翼 | 鈴木翔音 |

## 特番
『ツキステ。TV』シーズン2の特番が、『スケステTV』の特番とともに2018年11月14日23時からTOKYO MXにて放送された。

## ディスコグラフィ

### 本編DVD
- 『ツキステ。TV』通常版・アニメイト限定版
  - Ver.BLACK(2017年9月29日発売)
  - Ver.WHITE(2017年10月27日発売)
- 『ツキステ。TVシーズン2』
  - Ver.BLACK(2019年2月22日発売)
  - Ver.WHITE(2019年3月29日発売)

### 関連DVD&Blu-ray
- 『ツキステ。TV』特別版 TSUKINO.QUEST BLACK VS WHITE ～囚われの黒田・白田を救出せよ～(2018年2月23日発売)
- ツキステ。TVシーズン2&S.Q.STV 合同リーダーズ特番(2019年4月26日発売)

### 関連CD
- ツキウサ。体操(2015年4月10日発売)
- Mr.Management～マネジメントって楽しい!～(2019年2月22日発売)